# 福田勝治
福田 勝治（ふくだ かつじ、1899年1月17日 - 1991年12月26日）は、日本の戦前戦後を通じた写真家。山口県出身。女性を中心とした人物写真を発表した。
当初、欧米のモダニズムに影響を受け、広告写真を中心に制作していたが、その後、戦後にかけて、女性写真（ヌード写真を含む）を多く撮影し、福田スタイルとも言うべきスタイルを作り上げた。1936年には「女の写し方」という写真撮影技法に関する連載を「アサヒカメラ」誌上で行い、1937年に書籍として出版し、その人気は木村伊兵衛、土門拳を上回るほどだったという。だが、戦後の1970年代ごろまでには忘れられた存在になってしまった。
代表作には「女の写し方」「静物」などがある。なお、福田は「高千穂製作所（現オリンパス）に勤務していた時期もある。

## 主要な展覧会
- 個展
  - 福田勝治展（山口県立美術館、1994年）
- グループ展
  - 構成派の時代（名古屋市美術館、1992年）
  - 日本近代写真の成立と展開（東京都写真美術館、1995年）
  - 日本の写真・第1部（東京都写真美術館、1996年）

## 主要著書・写真集
- 現像の実際（アサヒカメラ叢書第14、東京朝日新聞社、1937年）
- 女の写し方（アルス、1937年）
- 春の写真術（アルス、1938年）
- 私の写真集（アルス、1938年）
- 女の写し方. 続（アルス、1939年）
- 静物写真の作り方（アルス写真文庫第18、アルス、1939年）
- 牛飼ふ小学校（玄光社、1941年）
- 銀座（玄光社、1941年）
- 出発（光画社、1942年）
- 神宮外苑（日本写真工芸社、1942年）
- Modern Photography in Japan 1915-1940, Ryuichi Kaneko（金子隆一）, Norihiko Matsumoto（松本徳彦）, Deborah Klochko, Friends of Photography Bookstore, 2001, ISBN 978-0933286740.